# Lista de membros da Royal Society eleitos em 1895
Lista de Membros da Royal Society eleitos em 1895.

## Fellows of the Royal Society (FRS)
1. Alfred Gibbs Bourne[2] (1859-1940)
2. George Hartley Bryan[3] (1864-1928)
3. Horace Davey (1833-1907)
4. Sir John Eliot[4] (1839-1908)
5. Joseph Reynolds Green (1848-1914)
6. Ernest Howard Griffiths[5] (1851-1932)
7. Charles Thomas Heycock (1858-1931)
8. Sydney John Hickson[6] (1859-1940)
9. Henry Capel Lofft Holden[7] (1856-1937)
10. William Macewen[8] (1848-1924)
11. Sidney Harris Cox Martin[9] (1860-1924)
12. Frank McClean (1837-1904)
13. George Minchin Minchin (1845-1914)
14. William Henry Power (1842-1916)
15. Thomas Purdie (1843-1916)
16. John Wolfe Barry (1836-1918)

## Foreign Members of the Royal Society (ForMemRS)
1. Jean Albert Gaudry[10] (1827-1908)
2. Friedrich Kohlrausch[11][12] (1840-1910)
3. Samuel Pierpont Langley (1834-1906)
4. Sophus Lie[13][14] (1842-1899)
5. Ilya Ilyich Mechnikov (1845-1916)